# Roworejo (Grabag)
Roworejo is een bestuurslaag in het regentschap Purworejo van de provincie Midden-Java, Indonesië. Roworejo telt 1250 inwoners (volkstelling 2010).